# UNItopia
UNItopia je počítačová hra, nejstarší německojazyčný MUD (virtuální textový online svět pro více hráčů). Založena byla skupinou informatiků ze Stuttgartské univerzity v roce 1991 a v roce 1992 byla zpřístupněna veřejnosti.
Je založena na herním ovladači LPMud, ale původní jednoduché programové knihovny má nahrazeny rozsáhlým korpusem UNItopia Mudlib, umožňujícím mimo jiné efektivní používání německé gramatiky v herních hláškách i ovládacích příkazech.
UNItopia se stala inspirací i základem českojazyčného MUDu Prahy.

## Struktura
UNItopia se skládá ze dvou základních částí. První je virtuální podoba kampusu Stuttgartské univerzity, druhou je mnohem rozlehlejší fantazijní svět Magyra, mající podobu nekonečného oceánu, v němž se jako ostrovy rozkládají jednotlivé herní domény.